# Międzynarodowy Festiwal Szkół Filmowych i Telewizyjnych „Mediaschool”
Międzynarodowy Festiwal Szkół Filmowych i Telewizyjnych „Mediaschool” (także: Mediaschool Festival) – międzynarodowy festiwal szkół filmowych w Łodzi, którego pierwsza edycja odbyła się w 1994 roku.
Organizatorem festiwalu jest Państwowa Wyższa Szkoła Filmowa, Telewizyjna i Teatralna im. Leona Schillera. Na festiwalu prezentowane są filmy studentów Szkół filmowych z całego świata. Przyznawane są Nagrody: Nagroda GRAND PRIX, fundatorem jest Prezes Telewizji Polskiej S.A, Nagroda Ministerstwa Kultury i Dziedzictwa Narodowego, Nagroda Prezydenta Łodzi, Nagroda Stowarzyszenia Filmowców Polskich, Nagroda PZU.SA.

## Laureaci 2008
- GRAND PRIX dla filmu “The Anthem” w reżyserii Elada Keidana z „The Sam Spiegel Film & TV School” z Jerozolimy
- I Nagroda dla filmu “Stand up” w reżyserii Josepha Pierce’a, z „National Film and TV School” z Beaconsfield
- II Nagroda dla filmu “I Hear your Scream” w reżyserii Pablo Lamara, z „Film University” w Buenos Aires.
  - III Nagroda ex aequo dla filmów:
- “Wolfy” w reżyserii Matevza Luzara z „Academy of Theatre, Radio, Film and TV” z Lublany
- “Pietas” w reżyserii Matthiasa Vom Schemma z „International Film School” z Kolonii
- Nagrodę Specjalną Jury dla filmu “The Sack” w reżyserii Artura Videnmeera, z All-Russian State Institute of Cinematography – VGIK z Moskwy
- Wyróżnienie Jury dla filmu “A Castle in the Sea” w reżyserii Barbel Pfander, z „Le Fresnoy Studio of Contemporary Arts” z Tourcoingi[1]

## Laureaci 2009
- Grand Prix dla filmu „Birthday” („Urodziny”) reż. Wang Cheng Yang z „Taipei National University of The Arts” Tajwan.
- I Nagroda dla filmu „Tam gdzie słońce się nie śpieszy” (“Where the sun doesn’t rush”) reż. Mateja Bobrika z Państwowa Wyższa Szkoła Filmowa, Telewizyjna i Teatralna im.Leona Schillera w Łodzi
- II Nagroda dla filmu “Sky above the town”, reż. Žiga Virc z University of Ljubljana – Academy of Theatre, Radio, Film and Television w Lublanie Słowenia
- III Nagroda za film “The Lobster trap”, reż. Henry Darke z The London Film School Wielka Brytania.
- Wyróżnienie Jury za film “Diploma”, reż. Yaelle Kayam, z The Sam Spiegel Film & Television School z Jerozolimy Izrael
- Wyróżnienie Jury za film “Gap”, reż. Kristina Grozewa z National Academy for Theatre and Film Arts “Krustyo Sarafov z Sofii Bułgaria
- Wyróżnienie Jury za film “Plastic and Glass”, reż. Tessa Joosse z Le Fresnoy Studio National Des Arts Contemporains z Tourcoing Francja
- Nagroda specjalna firmy The Chimney Pot dla filmu „Moja mama, tata bóg i szatan” reż. Pawła Jóźwiaka-Rodana z Wydziału Radia i Telewizji im. Krzysztofa Kieślowskiego na Uniwersytecie Śląskim w Katowicach.
- Nagroda specjalna Firmy KODAK za film “The Other”, reż. Anna Szepiłowa, z Russian State University of Cinematography – VGIK z Moskwy Rosja.